# Jürgen Blätzinger
Jürgen G. Blätzinger (* 20. Dezember 1948 in Weinsberg) ist ein deutscher Arzt und Sanitätsoffizier. Als Generaloberstabsarzt war er Befehlshaber des Sanitätsführungskommandos in Koblenz. Blätzinger wurde zum 1. April 2011 in den Ruhestand versetzt.

## Leben
Blätzinger wurde nach seinem Abitur als Berufsoffizieranwärter zum Panzerartilleriebataillon 145 in Niederlahnstein in die Bundeswehr einberufen. Nach der Offiziersausbildung war er von 1971 bis 1973 Schallmesszugführer der Beobachtungsbatterie 10 in Pfullendorf, bevor er 1973 als Oberleutnant in die Laufbahn der Sanitätsoffiziere wechselte, bis 1980 an der Universität Ulm das Studium der Humanmedizin absolvierte und promoviert wurde. Nach der klinischen Einweisung am Bundeswehrkrankenhaus Ulm erfolgte eine Truppenarztverwendung beim Panzerbataillon 284 in Dornstadt und in Folge 1982 die Versetzung auf den Dienstposten als Brigadearzt in der übergeordneten Panzerbrigade 28, ebenfalls in Dornstadt. Noch im gleichen Jahr wurde er als Referent ins Ministerium versetzt. Nach der Teilnahme am Generalstabslehrgang Heer an der Führungsakademie der Bundeswehr von 1984 bis 1986 war er bis 1988 Kommandeur des Sanitätsbataillons 6 in Itzehoe. Es folgten Verwendungen im Heeresamt als Dezernatsleiter sowie als Inspizient des Sanitätsdienstes und der Sanitätstruppe des Heeres, bevor er von 1994 bis 2001 ins BMVg zurückversetzt wurde, wo er als Referatsleiter in verschiedenen Bereichen eingesetzt war. Nach dem Einsatz als Theatre Surgeon/Medical Advisor im KFOR-Headquarters in Priština konnte er nach seiner Rückkehr den Dienstposten als stellvertretender Amtschef und Chef des Stabes im Sanitätsamt der Bundeswehr in München besetzen, auf dem er zum Generalarzt befördert wurde.
Im Jahr 2005 wurde er als Stabsabteilungsleiter erneut in das Verteidigungsministerium versetzt, wo er 2006 dann auf den vorherigen Dienstposten als Stellvertreter des Inspekteurs des Sanitätsdienstes der Bundeswehr und Chef des Stabes im Führungsstab des Sanitätsdienstes des Bundesministeriums der Verteidigung (BMVg) verbunden mit der Beförderung zum Generalstabsarzt versetzt wurde. Mit der Übernahme der Amtsgeschäfte als Befehlshaber des Sanitätsführungskommandos zum 1. Januar 2008 erfolgte die Beförderung zum Generaloberstabsarzt. Er ist Mitglied des Regionalkreises West der Clausewitz-Gesellschaft.
Blätzinger ist verheiratet und Vater von vier Kindern.